# Edmund Bacon
Edmund Castell Bacon, 13e et 14e baronnet (18 mars 1903 - 30 septembre 1982), est un propriétaire terrien et homme d'affaires britannique.

## Famille
Edmund Bacon est né en 1903 à Raveningham Hall, fils de Nicholas Bacon, 12e baronnet et de Constance Alice Leslie-Melville Il fait ses études à Wixenford, au Collège d'Eton, et Trinity College, Cambridge .
Le 15 janvier 1936, il épouse Priscilla Dora Ponsonby (1913-2000), fille de Charles Ponsonby (en), 1er baronnet, et ils ont cinq enfants, Joanna Constance Bacon (née le 12 mars 1937), Lavinia Winifred Bacon (née le 7 juin 1939), Elizabeth Albinia Bacon (née le 15 janvier 1944), Sarah Bacon (née le 1er juin 1947), et le 14e et 15e baronnet, Sir Nicholas Hickman Ponsonby Bacon. La fille de Bacon, Sarah, est mariée à Sir Paul Nicholson.
Comme baronnet Bacon de Redgrave dans le comté de Suffolk, il est le plus ancien baronnet anglais existant (créé baronnet d'Angleterre le 22 mai 1611), Sir Edmund est le premier baronnet d'Angleterre.

## Carrière
Sir Edmund est nommé sous-lieutenant de Norfolk en 1939 .
Il commande le 55e (Suffolk Yeomanry) Régiment antichar de l'Artillerie royale pendant la Seconde Guerre mondiale et il est mentionné dans les dépêches. Il est colonel honoraire du 308 (Suffolk et Norfolk Yeomanry) Field Regiment, Royal Artillery entre 1961 et 1967 .
Il est nommé juge de paix de Norfolk en 1944. Il hérite des titres de baronnets familiaux le 1er janvier 1947 et il est Lord-lieutenant de Norfolk entre 1949 et 1982. Sir Edmund occupe plusieurs postes de quango et d'affaires : président de la British Sugar Corporation (1957-1968) ; Pro-chancelier de l'Université d'East Anglia (1964-1973); président du Conseil de développement agricole du Nord-Est (1966-1982) et directeur de la Lloyds Bank.
Il est chevalier de l'Ordre Vénérable de Saint-Jean, chevalier Commandeur de l'Ordre de l'Empire britannique (1965), chevalier de l'Ordre de la Jarretière (1970).
Il est décédé le 30 septembre 1982, à l'âge de 79 ans.